# Knokse stadsbus
Het Knokse stadsbusnet is een voormalig bus netwerk, dat werd geëxploiteerd door de De Lijn, entiteit "West-Vlaanderen", en voor 1991 door de NMVB. Het stadsbusnetwerk kende tot 2024 drie stadslijnen. Het belangrijkste knooppunt van het stadsnet was Station Knokke, alwaar ook overgestapt kon worden op de Kusttram.

## Wagenpark
Het Knokse stadsnet werd integraal door stelplaats Knokke van De Lijn gereden. De meeste midibussen van deze stelplaats konden op het stadsnet ingezet worden. De volgende bussen deden anno 2014 dienst op het stadsnet.
| Serie     | Aantal | Fabrikant | Type    | Opmerking                                |
| --------- | ------ | --------- | ------- | ---------------------------------------- |
| 4695-4699 | 5      | Van Hool  | newA309 | Reden ook weleens op enkele streeklijnen |

## Lijnenoverzicht

### Voormalige lijnen
Anno 2023 waren er drie stadslijnen. Hieronder een tabel met de huidige stadslijnen die overdag reden.
| Lijn | Traject                                  | Frequentie | Voornaamste haltes                                                                    |
| ---- | ---------------------------------------- | ---------- | ------------------------------------------------------------------------------------- |
| 3    | Ramskapelle - kliniek Ter Linden         | 60’        | Duinbergen(nabij Kusttram halte), Heist Rustoord(nabij station Heist), station Knokke |
| 12   | Oosthoek (Het Zwin) - Het Zoute - Knokke | 60’        | Het Zwin, Oosthoek Plein, Het Zoute, Casino, Station                                  |
| 41   | Station - Westkapelle - Brugge           | 60'        | ziekenhuis                                                                            |

Aan het treinstation kon tevens overgestapt worden op buslijn 41 via Westkapelle naar Brugge en buslijn 45 naar Maldegem (en soms naar Zeebrugge). Buslijn 45 reed zeer weinig en zeer onregelmatig. Buslijn 41 en 45 stopten ook bij het ziekenhuis (AZ Zeno). Westkapelle hoort bij gemeente Knokke, en hier is nog steeds overstappen mogelijk op van buslijn 41 op buslijn 42 naar Breskens of Brugge.
De Lijn rekende lijn 3, 12 en 41 tot de streeklijnen, en erkende de stadsbus dus eigenlijk al niet.
Per 1 juli 2023 is lijn 44 Knokke - Westkapelle opgeheven en overgenomen door lijn 41, die door rijdt naar Brugge, maar niet langs dezelfde route als lijn 42. 

Met ingang van 6 januari 2024 de volgende wijzigingen:
- lijn 3 werd opgeheven.
- lijn 12 werd vervangen door de verlengde lijn 41. Die rijdt eens per uur door naar Brugge, en tweemaal per uur tussen Oosthoek en Westkapelle. Daarmee verdween de laatste stadslijn, en is er dus geen sprake meer van een stadsbusnet.
- lijn 48: nieuwe lijn op de route Knokke AZ Zeno--Ramskapelle--Zeebrugge--Blankenberge AZ Zeno. Deze rijdt om de twee uur.
- lijn 45 werd lijn 455, en is vooral voor scholieren bedoeld.

Tot en met juli 2012 kende Knokke nog een derde stadslijn, lijn 11. Deze werd wegens bezuinigingen opgeheven. Het traject werd gedeeltelijk overgenomen door de lijnen 12 en 13.
| Lijn | Traject                | Frequentie | Voornaamste haltes                       |
| ---- | ---------------------- | ---------- | ---------------------------------------- |
| 11   | Station - Sparrendreef | 60’        | Station, Casino, Het Zoute, Sparrendreef |

Het lijnnummer 12 en 13 was overgenomen van de voormalige stadstramlijnen, die in 1951 werden opgeheven. Tramlijn 12 reed echter naar Heist, via de Elizabethlaan, en tussen Duinbergen en Heist op de Kusttramlijn. Tramlijn 13 was een zomerlijn tussen station en Het Zoute/Oosthoek; tussen 1928 en 1933 was dit lijn 6. Administratief vielen buslijn 11, 12, 13 en 44 onder het nummer 788/1, en bus 42 was 788/2. Een periode werden daadwerkelijk die nummers gebruikt als lijnnummer. In ieder geval in 1981/82, en tot 2003. Want in 2003 werden de oude nummers hersteld. 788/1 reed dus tussen Brugge en 't Zoute. In die jaren tachtig was er ook een rechtstreekse lijn 789 naar Breskens. Lijn 788/2 reed tussen Knokke station en kliniek Ter Linden. Maar in latere jaren reed 788/2 van Breskens naar Brugge. In Westkapelle kon men overstappen op 788/1, want er was geen rechtstreekse bus 789 Breskens-Knokke meer. Sinds 1982 rijden op die lijn 788/2, later 42, Belgische en Nederlandse bussen. Wat nu lijn 45 is was toen 787. In 2003 ging ook buslijn 3 van start. Die had geen voorganger en dus ook geen oud nummer in de 700.
In de jaren '80 was er nog buslijn 767 tussen Heist en het Zwin. Dat was min of meer de vervanger van tramlijn 12. Tot 1956 reed ook tramlijn 10 vanuit Brugge nog door het centrum naar Het Zoute, en werd in dat jaar opgeheven. Tot 1967 of 1968 reed ook tramlijn 1 (de huidige Kusttramlijn) nog door het centrum tot Het Zoute. Toen werd de tram uit het centrum verdreven door de gemeente. Van ooit elke drie minuten een tram ging het naar één bus per uur. En zo is het nog steeds. En er is ook geen doorgaande buslijn Het Zoute - Brugge meer (op één rit na); iedereen die daar heen wil, of verder naar Oosthoek, moet overstappen bij station Knokke. Vanuit Brugge houdt dat één à twee keer overstappen in, en vanuit Breskens altijd twee keer. 
Tot 2019 reed Veolia/Connexxion zomerbuslijn 14, later 814, van Breskens langs campings in Zeeuws-Vlaanderen en via Sluis naar het station en casino in Knokke.Lijn 14 volgde een "toeristische route", en deed diverse campings aan. Ondanks dat je niet over hoefde te stappen in Westkapelle was de reistijd toch niet korter. Ook lijnnummer 14 was een historische verwijzing, want vroeger reed tramlijn 14 naar Sluis; hoewel dit ook lijn 21 geweest is. Dat nummer is later "verhuisd" naar De Panne.De zomerbus reed zeker al in 1998, en toen waren er tickets te koop die op de zomerbus en de Kusttram geldig waren. In Knokke hoefde je dus niet opnieuw een ticket te kopen. Toen De Lijn later de prijzen drastisch verlaagde zag het Nederlandse busbedrijf er geen brood meer in en verbrak deze tarief-samenwerking. Geen doorgaande tickets meer dus.
Zie ook: Knokse stadstram.